# Polnocny (lớp tàu đổ bộ)
Lớp tàu đổ bộ Polnocny (hay Polnochny) là tên ký hiệu của NATO dành cho một lớp tàu đổ bộ hạng trung do Ba Lan hợp tác thiết kế với Liên Xô và bắt đầu được sản xuất tại Ba Lan từ năm 1967 đến năm 2002. Có tất cả 108 chiếc Polnocny thuộc 6 biến thể đã được chế tạo bao gồm Polnocny-A (Đề án 770), Polnocny-B (Đề án 771), Polnocny-C (Đề án 773), Polnocny-C sửa đổi (Đề án 776), Polnocny-D (Đề án 773U) và Đề án NS-722. Hiện nay chúng vẫn được sử dụng trong biên chế của một số lực lượng hải quân khác nhau. Tên của lớp tàu này xuất phát từ Stocznia Północna (Xưởng đóng tàu Phương Bắc) tại Gdańsk, nơi chúng được chế tạo. Đến năm 1986, đã có 107 chiếc được đóng (16 chiếc cuối cùng do Stocznia Marynarki Wojennej (Xưởng đóng tàu Hải quân) tại Gdynia chế tạo). Năm 2002, một con tàu có thiết kế hiện đại hóa thuộc Đề án NS-722 đã được đóng ở Gdynia cho Yemen.

## Thiết kế
Các tàu lớp Polnocny được phân loại là tàu đổ bộ hạng trung trong Hải quân Ba Lan và Hải quân Nga, tương đương với các tàu đổ bộ chở tăng của phương Tây. Tàu có lượng giãn nước đầy tải từ 800 tấn (Polnocny-A) cho tới lớn nhất là 1.410 tấn (Đề án NS-722). So với các tàu đổ bộ hạng trung của phương Tây thì lớp tàu này nhỏ hơn khá nhiều và không có sàn đáp cho trực thăng (trừ Polnocny-D và NS-722), tuy nhiên nó vẫn có khả năng mang theo một lượng tương đối lớn xe tăng, xe thiết giáp và hải quân đánh bộ bên trong khoang. Cửa tàu có 2 cánh dạng hình cung và một đường dốc nhằm tạo thuận lợi cho việc đổ bộ lên bãi biển. Phiên bản Polnocny-C có thể mang theo 12 xe bọc thép chở quân BMP-2, hoặc 4 xe tăng chiến đấu chủ lực, hoặc 250 lính bộ binh với các loại vũ khí như súng cối 82 mm và tên lửa điều khiển chống tăng, hoặc 250 tấn hàng hoá dự trữ.

## Trang bị
Vũ khí trang bị của lớp Polnocny gồm hai pháo tự động cao tốc 2 nòng cỡ 30 mm (1,2 in) AK-230 với vai trò chính là phòng không, chống các mục tiêu bọc thép yếu trên biển hoặc trên bờ cũng như hỗ trợ hỏa lực nhưng ít khi cần, bốn tên lửa đất đối không tầm ngắn dẫn đường bằng hồng ngoại SA-N-5. Tàu còn được trang bị hai bệ phóng pháo phản lực bắn loạt 18 nòng cỡ 140 mm (5,5 in) WM-18 Ogon do Ba Lan sản xuất (tương tự như BM-14 của Liên Xô), sử dụng những viên đạn rocket M-14-OF nặng 18,8 kg, chứa khối thuốc nổ 4,2 kg, tốc độ bay 400 m/s. WM-18 có tầm bắn tối thiểu là 1.000 mét và tầm bắn tối đa là 9.800 mét, hỗ trợ hoả lực đáng kể cho các lực lượng đổ bộ ở cự ly gần hoặc tầm vào sâu trong đất liền.

## Lịch sử hoạt động
Tổng cộng có 108 tàu lớp Polnocny được chế tạo từ năm 1967 đến năm 2002. Các tàu đổ bộ này không chỉ là một phần của Hải quân Liên Xô mà còn được vận hành bởi hải quân các nước Ba Lan, Việt Nam, Ai Cập, Algeria, Libya, Yemen, Ethiopia, Cuba, Syria, Bulgaria và Ấn Độ. Chiếc cuối cùng của lớp tàu này được đóng vào năm 2002 theo dự án sửa đổi (Đề án NS-722) cho Yemen. Tính đến thời điểm hiện tại vẫn còn khoảng 33-40 chiếc đang hoạt động, một số tàu đã được chuyển đổi sang mục đích dân sự.
Các tàu lớp Polnocny đã được đánh giá rất cao ở những quốc gia nơi chúng được vận hành. Ưu điểm của các tàu đổ bộ này bao gồm cấu trúc đơn giản, chi phí thấp, hiệu quả trong hoạt động đổ bộ, có khả năng hỗ trợ hoả lực trên bờ biển bằng pháo phản lực bắn loạt và có thể thực hiện phối hợp đổ bộ nhiều chiếc trong các chiến dịch lớn.

## Biến thể
Lớp Polnocny bao gồm một số loại con khác nhau về kích thước và khả năng:
- Các đề án (project) mang tên:Project 770D,Project 770M,Project 770MA,Project 770T. Ký hiệu NATO:Polnocny-A

Chiều dài:73 m
Sườn ngang:8,62 m
Trọng lượng đầy tải:800 tấn
Tốc độ:19 hải lý/giờ (35 km/h)
Số tàu được đóng:35
Tầm hoạt động:1800 hải lý (16 hải lý/giờ)
Thủy thủ đoàn:42 (4 sĩ quan)
- Các đề án (project) mang tên:Project 771, Project 771A. Ký hiệu NATO:Polnocny-B

Chiều dài:73 m
Sườn ngang:9,02 m
Trọng lượng đầy tải:834 tấn
Tốc độ:18,4 hải lý/giờ (33 km/h)
Số tàu được đóng:25
Tầm hoạt động:2000 hải lý (16 hải lý/giờ)
Thủy thủ đoàn:37 (4 sĩ quan)
- Các đề án (project) mang tên:Project 773. Ký hiệu NATO:Polnocny-C

Chiều dài:81,3 m
Sườn ngang:9,3 m
Trọng lượng đầy tải:1150 tấn
Tốc độ:18 hải lý/giờ (33 km/h)
Số tàu được đóng:8
Tầm hoạt động:3000 hải lý (16 hải lý/giờ)
Thủy thủ đoàn:45 (5 sĩ quan)
Ngoài ra còn lớp Polnocny-D và NS-722. Trong đó Polnocny-D có trọng lượng đầy tải là 1233 tấn, chiều dài 81,3 m và vận tốc 16 hải lý/giờ (30 km/h). NS-722 có trong lượng đầy tải 1410 tấn, chiều dài 88,7 m và vận tốc 17 hải lý/giờ (31 km/h). Cả hai đều có 1 bãi đáp cho trực thăng ở phía trên đủ cho 1 chiếc Mil Mi-17 hoặc Kamov Ka-27. Có 4 chiếc Polnocny-D được đóng cho Ấn Độ còn NS-722 chỉ có 1 chiếc được đóng cho Yemen.

## Các nhà khai thác

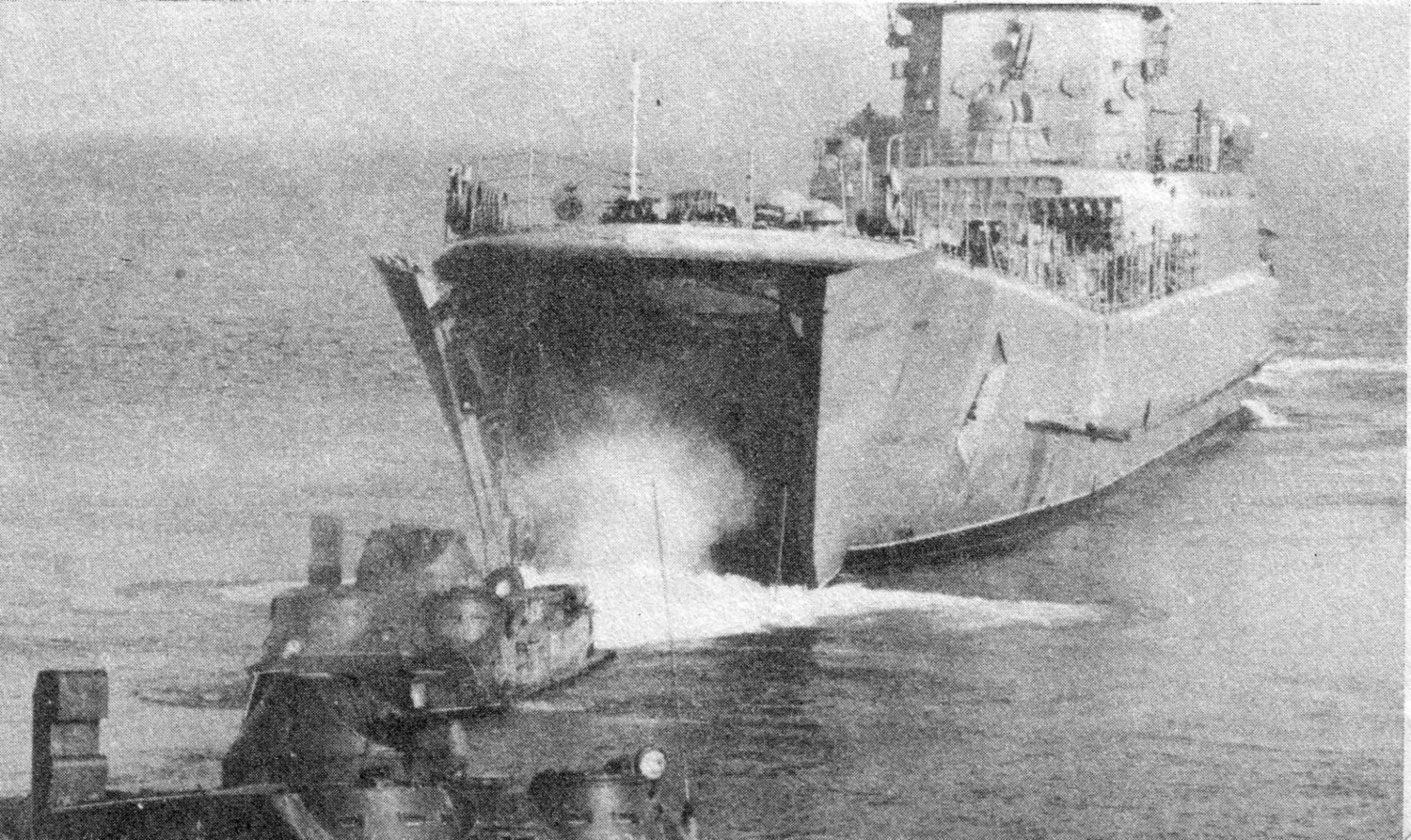
Tàu đổ bộ lớp Polnocny của Ba Lan đang đổ lính

Được chế tạo với số lượng lớn, các tàu lớp Polnocny từng là trụ cột của lực lượng đổ bộ Liên Xô, đồng thời mang lại cho Hải quân đánh bộ Liên Xô khả năng triển khai đổ bộ tác chiến hiệu quả. Về sau chúng dần dần bị loại bỏ để nhường chỗ cho ca nô đệm khí và chỉ còn một số quốc gia sử dụng đến tận bây giờ.

### Các nhà khai thác hiện tại
- Angola: 3 Polnocny-B
- Algérie: 1 Polnocny-B
- Azerbaijan: 2 Polnocny-A, 2 Polnocny-B
- Bulgaria: 2 Polnocny-A (1 chiếc rút biên chế, 1 chiếc đang hoạt động[4])
- Ai Cập: 3 Polnocny-A
- Ấn Độ: 3 Polnocny-D
- Libya: 2 Polnocny-C[5][6][7]
- Iran: 1 Polnocny-C
- Syria: 3 Polnocny-B
- Ukraina: 1 Polnocny-C (Yuri Olefirenko)
- Việt Nam: 3 Polnocny-B
- Yemen: 1 NS-722[8][9]

### Các nhà khai thác trước đây
- Cuba
- Ethiopia
- Indonesia[10][11]
- Iraq
- Ba Lan
- Somalia
- Nga
- Liên Xô